# Katharina Werner
Katharina Werner (* 23. Mai 1985 in Steyr; geborene Hollnbuchner) ist eine österreichische Politikerin (ehemals ÖVP, nun NEOS) und Lehrerin. Vom 2. November 2021 bis zum 23. Oktober 2024 war sie Abgeordnete zum österreichischen Nationalrat.

## Werdegang
Katharina Werner wurde am 23. Mai 1985 in der oberösterreichischen Stadt Steyr geboren. Sie besuchte von 1991 bis 1995 die Volksschule in ihrer Heimatgemeinde Ternberg und anschließend von 1995 bis 2003 das Bundesgymnasium Werndlpark in Steyr. 2003 begann sie das Bakkalaureatsstudium Kommunikation und Mediastudien an der Universität Wien, welches sie im Jahr 2006 als Bakkalaurea der Philosophie (Bakk.a phil.) abschloss. Anschließend absolvierte sie von 2006 bis 2009 das Diplomstudium Kommunikation und Mediastudien an derselben Universität, welches sie wiederum mit dem akademischen Grad Magistra der Philosophie (Mag.a phil.) abschloss. Von 2004 bis 2011 betrieb sie parallel dazu das Studium der Politikwissenschaft an der Universität Wien, welches sie ebenfalls zum Abschluss brachte.
Während ihrer Studienzeit absolvierte Katharina Werner mehrere unterschiedliche Praktika und war unter anderem auch als Projektmitarbeiterin und Tutorin an der Österreichischen Akademie der Wissenschaften tätig. Von 2012 bis 2014 war sie wissenschaftliche Mitarbeiterin mit akademischem Abschluss am Institut für Kommunikationswissenschaft und Medienforschung der Universität Zürich. Anschließend bzw. parallel dazu machte sich Katharina Werner als Unternehmerin selbständig. Ab 2011 war sie Gesellschafterin und Geschäftsführerin des Reitsportfachhandels EQUIZANDO GmbH sowie ab 2010 der Pferd & Reiter Handels OG, die in Dietach ein Geschäft für Reitsportartikel betrieb. Ab 2014 war sie zudem Gesellschafterin und Geschäftsführerin der TexAd GmbH, eines oberösterreichischen Werbemittelherstellers. Alle unternehmerischen Tätigkeiten stellte Werner 2018 bzw. 2019 ein. Im September 2023 gründete sie das Café "Buch & Bohne", ein auf ein Jahr zeitlich begrenztes Stadtbelebungsprojekt für den Stadtteil Steyrdorf.
2018 begann Katharina Werner, als Fellow bei Teach For Austria tätig zu werden und ist seitdem als Lehrerin an der Ganztagsschule Steyr-Ennsleite beschäftigt. 2020 nahm sie an der Pädagogischen Hochschule Niederösterreich in Baden an mehreren Hochschullehrgängen zur pädagogischen und didaktischen Ausbildung teil.

## Politische Karriere
Katharina Werner, deren Vater Rudolf Hollbuchner bereits Gemeinderat für die ÖVP in ihrer Heimatgemeinde Ternberg war, wurde 2015 ebenfalls für die ÖVP erstmals als Ersatzmitglied in den Ternberger Gemeinderat gewählt. Nach eigenen Angaben begann sie sich jedoch ab 2017 bei NEOS in Oberösterreich zu engagieren. 2018 wurde sie Regionalkoordinatorin für NEOS in der Stadt Steyr und für den Bezirk Steyr-Land. Im selben Jahr wurde sie als Unternehmerin in den Bundesvorstand von UNOS (Unternehmerisches Österreich), der Wirtschaftskammer-Fraktion von NEOS, gewählt.
Bei den Nationalratswahlen 2017 und 2019 kandidierte Katharina Werner in weiterer Folge jeweils auf Wahlkreislisten von NEOS. Nach der Landtagswahl in Oberösterreich 2021, infolge derer der bisherige oberösterreichische NEOS-Nationalratsabgeordnete Felix Eypeltauer als neuer NEOS-Klubobmann in den Oberösterreichischen Landtag wechselte, rückte Katharina Werner Anfang November 2021 auf dessen Mandat im Nationalrat nach. Sie wurde mit 2. November 2021 Abgeordnete zum Nationalrat und in der Plenarsitzung am 16. November 2021 offiziell angelobt.
Im Nationalrat ist Katharina Werner seit November 2021 Sprecherin für Tierschutz und Konsument:innenschutz. Darüber hinaus engagiert sie sich für bessere Ernährungsbildung und gegen Lebensmittelverschwendung. Ihr Vorschlag aus 2022 die steuerlichen Regelungen für Lebensmittelspenden zu überarbeiten wurde von der Regierung (ÖVP/Grüne) aufgegriffen, woraus im Juli 2024 eine entsprechende gesetzliche Maßnahme resultierte.
Als weiterer politischer Erfolg von Katharina Werner gilt das Aufdecken, dass mehrere politische Vorfeldorganisationen, die hauptsächlich der ÖVP zuzurechnen sind, unrechtmäßig Gelder aus dem NPO-Fonds bezogen haben. Die Höhe der Rückforderung an die Staatskasse betrug 2,4 Millionen Euro.
Auf lokaler Ebene setzt sich Werner für eine Belebung der Steyrer Innenstadt, eine Erneuerung des Steyrer Bahnhofs sowie insgesamt für eine bessere öffentliche Verkehrsverbindung zwischen Steyr und Linz ein.

## Privates
Katharina Werner ist geschieden und Mutter einer Tochter.